# ليلى فريقي
ليلى فريقي مطربة کردية وهي اخت الفنانة الكردية الراحلة مرزية فريقي زوجة الفنان الكردي المعروف ناصر رزازي لديها عدة البومات وكليبات غنائية، غنت عام 2007 دويتو غنائي مع المطرب المصري علي الحجار أغنية (كردية-عربية). لحنها الموسيقار والملحن الكردي هلكوت زاهیر کانت الاغنية من البوم  گوێم لیێ گرن ولديها أغنية عربية أخرى «انا صبية من كوردستان» عملت البوم غنائي ناجح مع الملحن الكردي هلكوت زاهیر مكونة من تسع اغاني ولديها ولديها ثلاثة البومات اخری.
لقبت بسندريلا الشاشة الكردية لناجاحتها المستمرة وقلة ‌‌ظهورها اعلاميا. توقفت عن الغناء في سنة 2008 بعد ان قررت بعض القوات باقاف اغانيها المصورة. من ثم ظهرت ثانية في يوم عيد ميلادها في الشهر السابع من 2016 لتاكد بانها تعمل حاليا علی أغنية جديدة من المقرر عرضها قريبا. غنت أغنية بوفاة اختها المطربة مرزية فريقي تحت اسم الوردة البيضاء من الحان الموسيقار هلكوت زاهیر